# Cerner
Cerner est une entreprise américaine spécialisé dans gestion et l'infrastructure informatique médicale. 

## Histoire
En août 2014, Cerner acquiert les activités de gestion médicales de Siemens pour 1,3 milliard de dollars
En décembre 2021, Oracle annonce l'acquisition de Cerner pour 28,3 milliards de dollars.

## Actionnaires
Liste des principaux actionnaires au 16 octobre 2021:
| The Vanguard Group                                 | 10,4% |
| State Street Global Advisors (en) Funds Management | 4,68% |
| Walter Scott & Partners                            | 4,03% |
| Wellington Management                              | 3,42% |
| Macquarie Investment Management Business Trust     | 3,22% |
| Loomis, Sayles & Company (en)                      | 3,21% |
| American Century Investment Management             | 2,66% |
| BlackRock Fund Advisors                            | 2,28% |
| Peregrine Capital Management                       | 2,13% |
| Geode Capital Management                           | 2,04% |